# Intrighi e piaceri a Baton Rouge
Intrighi e piaceri a Baton Rouge (Baton Rouge) è un film del 1988 diretto da Rafael Moleón.

## Trama
Isabel Harris, donna matura all'apparenza ricca che convive con l'amante Antonio, uno spiantato gigolò, è ossessionata da incubi notturni ed è per questo in cura presso una giovane psichiatra, la dottoressa Ana Alonso. Non immagina che tra Antonio e la psichiatra vi è un accordo segreto.